# Szlovénia Nemzeti Múzeuma
Szlovénia Nemzeti Múzeuma (szlovén nyelven Narodni muzej Slovenije) az ország legrégebben fennálló kulturális intézménye, 1821-ben alapították. Testvérintézményével, Szlovénia Természettudományi Múzeumával (Prirodoslovni muzej Slovenije) együtt Ljubljana központjában, a Rudolfinum nevű épületben helyezkedik el.

## Története
A múzeumot 1821-ben alapították az akkor Ausztria részét képező Laibach városában, Krajna történelmi tartomány központjában Krainisch Ständisches Museum néven, és a városi líceum épületében helyezték el. Öt évvel később I. Ferenc osztrák császár személyesen vállalta a múzeum szponzorálását és azt átnevezte Krajnai Tartományi Múzeum névre. Az intézmény alapítása után tíz évvel, 1831-ben került sor az első nyilvános állandó kiállítás megnyitására, öt évvel később pedig kiadták az első múzeumi katalógust. 
1881-ben önálló múzeumi épület emelését határozták el, ami aztán Rudolf trónörökös és Stefánia belga királyi hercegnő akkori házassága tiszteletére a Rudolfinum nevet kapta. Az épület alapkövét Ferenc József császár helyezte el 1883-ban, és azt végül 1888-ban, a császár trónra lépésének 40. évében nyitották meg.
1921-ben, a monarchia felbomlása után, a Szerb-Horvát-Szlovén Királyság idején, a múzeum a Narodni muzej (Nemzeti Múzeum) nevet kapta. Néprajzi gyűjteményét 1923-ban átadta az újonnan alapított Szlovén Néprajzi Múzeumnak, képzőművészeti gyűjteménye pedig 1933-ban került át a Szlovén Nemzeti Galériába. 1944-ben a múzeum szervezetileg kettévált: a nemzeti múzeum mellett, ugyanabban az épületben, létrejött Szlovénia Természettudományi Múzeuma. Az irattár túlnyomó része 1953-ban átkerült a ljubljanai Gruber palotában kialakított nemzeti archívumba.
1997-ben kapta az intézmény mai hivatalos nevét.

## Épülete
A Rudolfinumnak is nevezett épület 1883 és 1885 között épült neoreneszánsz stílusban Wilhelm Rezori bécsi építész tervei alapján, főépítésze Wilhelm Treo, belsőépítésze Jan Vladimír Hráský volt.

## Gyűjteményei
A múzeum állandó kiállításai 2021-ben a következők: őskori gyűjtemény (2019-től); vaskori gyűjtemény (2017-től); római gyűjtemény (2014-től); római kőtár (2006-tól); egyiptomi gyűjtemény (2016-től); középkori gyűjtemény (2017-től). A Nemzeti Múzeumhoz tartozik még a Metelkova utcai történelmi és művészeti gyűjtemény (állandó kiállítása 2008-ban jött létre); a Snežnik kastélymúzeum (2008-as állandó kiállítás), az Ad Pirum régészeti bemutatóhely és kiállítás (2013), valamint a Bledi vár múzeuma (2015-ös állandó kiállítás).

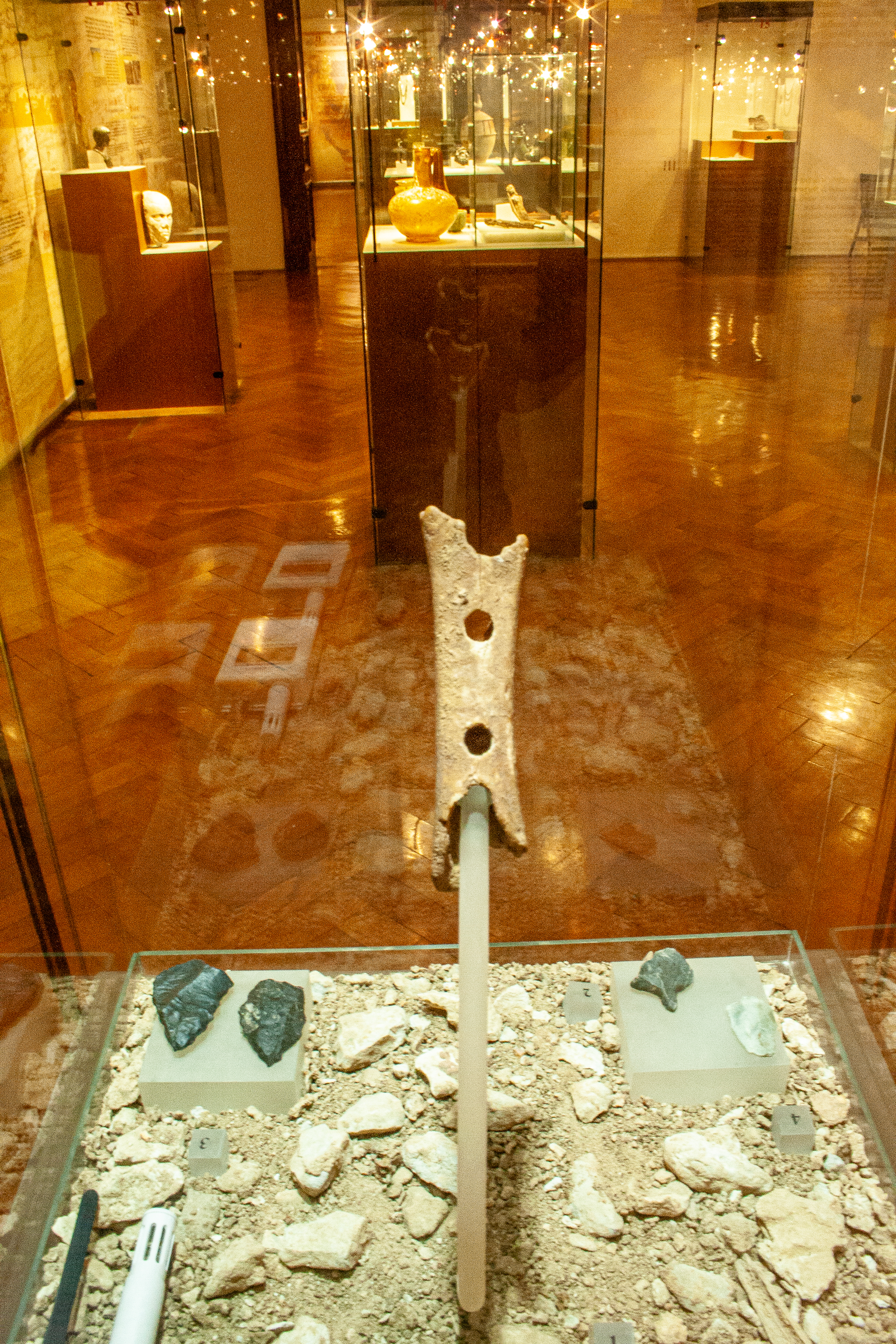
A neandervölgyi ősember (1995-ben egy szlovéniai barlangban megtalált) furulyája
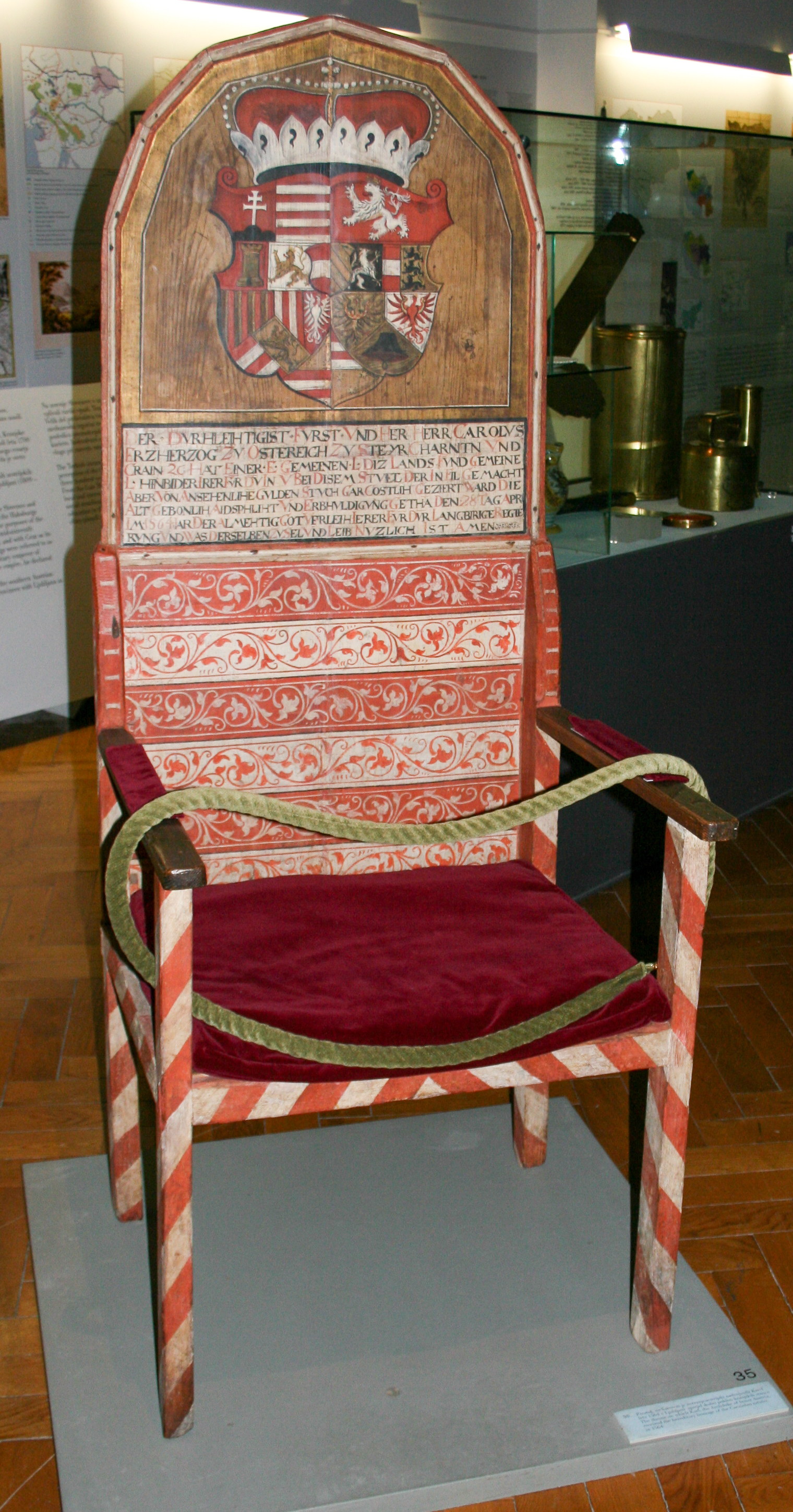
Károly főhercegnek, Karantánia urának a trónszéke 1564-ből, díszítésében a magyar címer elemeivel
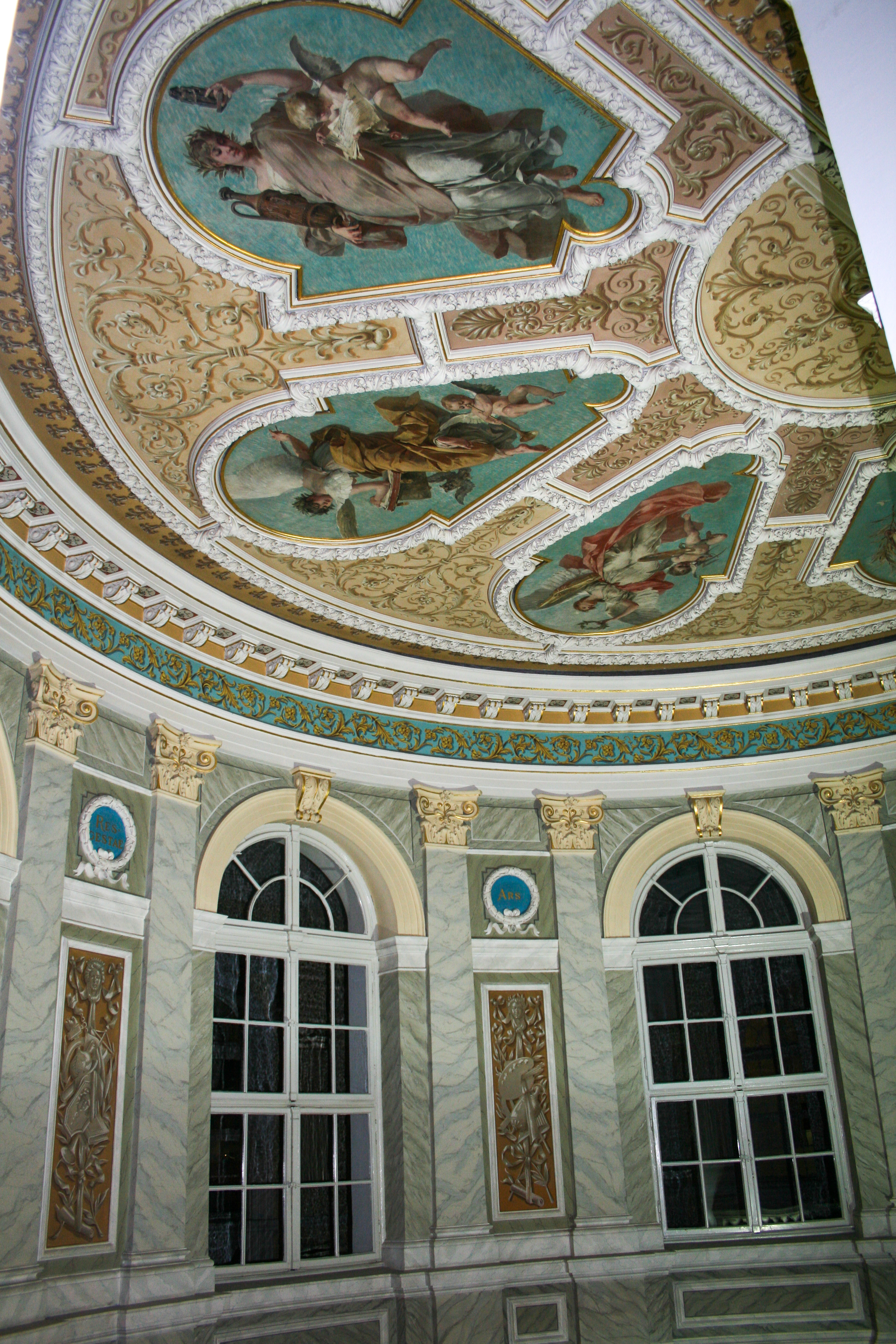
Az épület belső részlete

## Fordítás
- Ez a szócikk részben vagy egészben  a   Narodni muzej Slovenije című szlovén Wikipédia-szócikk ezen változatának fordításán alapul.  Az eredeti cikk szerkesztőit annak laptörténete sorolja fel. Ez a jelzés csupán a megfogalmazás eredetét és a szerzői jogokat jelzi, nem szolgál a cikkben szereplő információk forrásmegjelöléseként.
- Ez a szócikk részben vagy egészben  a   National Museum of Slovenia című angol Wikipédia-szócikk ezen változatának fordításán alapul.  Az eredeti cikk szerkesztőit annak laptörténete sorolja fel. Ez a jelzés csupán a megfogalmazás eredetét és a szerzői jogokat jelzi, nem szolgál a cikkben szereplő információk forrásmegjelöléseként.